# Прокошин, Валерий Иванович
Вале́рий Ива́нович Проко́шин (26 декабря 1959, деревня Буда, Калужская область — 17 февраля 2009, Обнинск; похоронен в Ермолине) — русский поэт, писатель

 и фотограф.

## Биография
Родился в деревне Буда (Думиничский район) Калужской области. Вырос в фабричном бараке в маленьком текстильном городе Ермолине Калужской области. О себе сказал: «Я <…> обычный советский пацан, алкаша и уборщицы сын». Учился в Ермолинском ПТУ по специальности «электрик», после окончания которого служил в Советской Армии в ГДР. Жил в Обнинске. Входил в обнинское литературное объединение «Шестое чувство». В 1990 и 1992 гг. издал за собственный счёт книги стихов «Поводырь души» и «Боровск. Провинция». Широкую известность получил после публикаций в Интернете: «Сетевой словесности», «Византийском ангеле», в ЖЖ, «Футурум-АРТе», «Детях РА», «Флориде», «Вечернем гондольере», «Две строки / шесть слогов». Член Союза писателей России (с 1998). Умер от рака в Обнинске, похоронен в Ермолине.

### Семья
- Дочери:
  - Марина Валерьевна Прокошина
  - Кристина Валерьевна Прокошина[3]

## Профессии Валерия Прокошина
Недолгий период перед уходом в армию в 1978 году был сопроводителем почтальона:
…Ещё при советской власти в провинциальных почтовых отделениях была скромная и незаметная должность — сопроводитель почтальона. А на самом деле, надо было защищать почтальона от собак, особенно в случайный период, то есть когда у собак случки. Вот я со спец. хлыстом и ходил, сопровождал, правда, всего один сезон — перед армией. Это тебе не марки облизывать, можно было и погибнуть от разъяренной стаи. <…> …Надо мной ровесники ухахатывались. Вот и стесняюсь до сих пор, иногда думаю: может, лучше марки облизывать…

## Валерий Прокошин и Валентин Ермаков
Мне ужасно не нравилось, как руководитель литобъединения В. М. Ермаков разбирает наши стихи: всё время цепляется за какие-то мелочи, не обращая внимания на главное. У меня ведь шедевр на шедевре и им же погоняет. Теперь-то я понимаю, откуда сочилась обида. В своем Ермолине я был «первым парнем на деревне», мои друзья, в зависимости от настроения, сравнивали меня то с Пастернаком, то с Мандельштамом, а по пьяному делу — и с Цветаевой. А здесь меня, можно сказать, ни во что не ставили. Когда я в очередной раз возвращался из Обнинска, мой учитель — поэт Виктор Жигарев утешал: 

  — Обнинск — это только трамплин. Вот скоро начнут тебя в Москве печатать, они локотки-то себе ещё покусают. 
 
   Если б не его настойчивость, я давно перестал бы сюда ездить. 

  Из всех обнинских поэтов я ценил тогда лишь Володю Бойко, мне до сих пор жаль, что он бросил поэзию. И меньше всего мне нравились стихи нашего руководителя. Пройдет лет 15, прежде чем я вдруг открою для себя такого замечательного поэта, как Валентин Ермаков.
Помнится, когда Ермаков еще возглавлял калужское отделение писателей, а сам союз уже раскололся на две части — старый и новый — товарищи стали подбивать меня на вступление в СП. Мол, пока свой человек стоит у руля, а то когда придет другой, тебя же фиг примут. Ну, я поломался для приличия и стал собирать документы. Рекомендации мне написали Липкин и Лиснянская. Но этот вариант не прошел. Ермаков объяснил, что они из другого союза, а значит, наши противники. Так что бери рекомендации у кого-то другого, типа Ганичева. Я психанул и послал их союз вместе с ними на хер. Поэтому отношения у меня с тех пор с Ермаковым, мягко говоря, прохладные.
А вот Ермакова, насколько я помню, учителем никогда не считал. А то, что ходил в литературную студию при его правлении — ни о чём не говорит. <…> …Из запоев не успевает выходить. А как поэтически он беседует с женой пятиэтажным русским матом! Заслушаешься. А потом садится за письменный стол и этими же матерными устами пишет стих о том, как он якобы берёт мастерок и идёт восстанавливать церковь.

## Цифровая фотография
Профессиональной фотографией занялся в начале 1990-х.
…В детстве была мечта научиться рисовать. Не получилось. А вот цифровая фотография в какой-то степени эту возможность дала — пытаюсь рисовать с помощью фото.

У меня больше половины, наверное, таких нарисованных фоторабот. Хотя есть и чисто фотографические.

## Литературные премии
- Премия имени Валентина Берестова (за книгу «Озорная азбука»)
- 2006 — Литературная премия имени Марины Цветаевой (за книгу стихов «Между Пушкиным и Бродским»).
- 2006 — Лучший поэт года по версии американского русскоязычного журнала «Флорида»[9].
- 2007 — Премия журнала «Футурум АРТ» (за цикл «На счет раз-два-три»)[10].

## Интересные факты
- В конце жизни Валерий Прокошин переживал о малом количестве написанных им стихотворений:

Недавно прочитал в рецензии на Олега Чухонцева (кажется, в «Новом мире»), что им написано всего чуть больше двухсот стихотворений. И на душе немного полегчало. А то ведь думал, что я один такой малопишущий.
- Валерий Прокошин был «кошатником», предпочитал собакам кошек. О себе говорил:

…Я тоже старый, но кошатник, собак не люблю, хоть в юности и держал несколько.
- Все прижизненные издания книг Валерия Прокошина были оформлены одним художником — Вячеславом Черниковым[13].

## Цитаты
Вячеслав Лейкин, 2006:
— А вам кто-нибудь говорил, — спрашивает Лейкин, — что у вас манера чтения, как у Николая Рубцова? 

— Нет, первый раз в жизни. 

— Точно, точно. Вам только шарфика на шее не хватает.

## Память
В городе Обнинске с 2015 года на нерегулярной основе проходит поэтический фестиваль «Прокошин-Фэст».
С 2014 года вручается «Всероссийская литературная премия имени Валерия Прокошина» для авторов, живущих в российской провинции и пишущих на русском языке.

### Книги и публикации Валерия Прокошина

#### Книги
- Поводырь души: Стихи. — Москва: Прометей, 1990. — 68 с. — ISBN 5-7042-0138-5
- Боровск. Провинция: Стихи. — Калуга: Золотая аллея, 1992. — 32 с.
- Валерий Прокошин, Эльвира Частикова. Новая сказка о рыбаке и рыбке: Стихи. — Обнинск: Принтер, 1999. — 96 с. (Второе издание — 2000).
- Между Пушкиным и Бродским: Стихи. — СПб.: Геликон Плюс, 2006. — 128 с. — (Серия «Созвездие»).
- Валерий Прокошин. Прогулки по Боровску: Стихи. Эльвира Частикова. Однажды в Боровске: Стихи. — Боровск: Красивый поворот, 2008. — 112 с.[19][20].

#### Книги для детей (под псевдонимомЕвгений Козинаки)
- Евгений Козинаки. Про секреты: Стихи для детей младшего возраста. — Калуга: Золотая аллея, 1992. — 20 с. — 75000 экз.
- Евгений Козинаки. Во всём виновата Жучка. Веселая история для ребят, которые любят котят. — Калуга: Золотая аллея, 1994. — 16 с. — 100000 экз. — ISBN 5-7111-0151-X
- Евгений Козинаки. Озорная азбука: Стихи для детей младшего возраста. — Калуга: Золотая аллея, 1997. — 31 с. — ISBN 5-7111-0071-8

#### Отдельные публикации
- Валерий Прокошин // Литературный арьергард. — 2001. — Февраль.
- «Воскресень. Вечер. Вечность…» // Молоко. — 2003.
- На границе веков: Стихотворения // Дети Ра. — 2005. — № 4(8).
- Сказки в формате МР3 // Крещатик. — 2006. — № 2.
- Сказки СССР // День и ночь. — 2006. — № 3-4.
- Дыр бул щыр/ убещур. Золотая коллекция танкеток (2003—2005) // Дети Ра. — 2006. — № 6.
- Чайка / Плавки бога, или Курица / Не птица: Предисловие // Дети Ра. — 2006. — № 6.
- «Переспать это лето без имени, возраста, адреса…» // Новый Берег. — 2006. — № 14.
- О силлабо-тоническом стихосложении // Дети Ра. — 2007. — № 1-2.
- Тексты в стиле кич // Крещатик. — 2007. — № 2.
- Выпускной-77: Стихотворения // Дети Ра. — 2007. — № 5-6 (31-32).
- Сим-сим, Сезам: Стихотворения // Дети Ра. — 2007. — № 7-8 (33-34).
- На счёт раз-два-три // Футурум АРТ. — 2007. — № 3 (16).
- «Рай похож на гигантский пломбир…» и др. // ВОЛГА-XXI век. — 2007. — № 11-12.
- Рисовый ветер // Крещатик. — 2008. — № 1.
- Душа летит на свет: Стихотворения // Дети Ра. — 2008. — № 2(40).
- Тексты в стиле «кич» // Дети Ра. — 2008. — № 11(49).
- Стихотворения // Новый Берег. — 2008. — № 22.
- Рай остался внутри шалаша // День и ночь. — 2009. — № 4.
- Вечный диалог // День и ночь. — 2009. — № 4.
- Воробей к воробью: Стихи / Послесловие Андрея Коровина // Новый мир. — 2009. — № 6.
- Последние стихи // Дети Ра. — 2009. — № 8 (58).
- Стихи из цикла «Русское кладбище» // Дети Ра. — 2009. — № 8 (58).
- Возвращение // Дети Ра. — 2009. — № 8 (58).

### О Валерии Прокошине
- Бойко Владимир. Никогда не жалеть // Дети Ра. — 2009. — № 8 (58).
- Ермакова Анастасия. Четверо в декабре // Литературная газета. — 25 декабря 2013 года. — № 51-52 (6444).
- Коровин Андрей. Ностальгия по имени Анна Андреевна… // Флорида. — 2006. — Июнь. — № 6 (66).
- Коровин Андрей. Соль на губах и чёрная кошка в гестбуке: [Рецензия на книгу: Валерий Прокошин. Между Пушкиным и Бродским: Стихотворения. — СПб.: Геликон Плюс, 2006. — 128 с.] // НГ Ex libris. — 2 ноября 2006 года.
- Коровин Андрей. «Видишь внутри себя свет несказанный…» // Дети Ра. — 2009. — № 8 (58).
- Коровин Андрей. Три года без Прокошина // Час пик. — 17 февраля 2012 года.
- Коротков Сергей. Боровский перевёртыш (недоступная ссылка) // Меценат (приложение к газете «Весть»). — 2008. — № 4 (109).
- Коротков Сергей. В Боровске издан перевёртыш Прокошина и Частиковой // Решетория. — 10 сентября 2008 года.
- Лучников Андрей. «Я еще не пришел в этот мир…» Открытие поэзии Валерия Прокошина только предстоит // НГ Ex libris. — 12 марта 2009 года.
- Монахов Владимир. Умер замечательный поэт Валерий Прокошин // Проза.ру.
- Никулина Наталья. Памяти поэта Валерия Прокошина // Обнинск. — 2010. — № 18 (3262).
- Никулина Наталья. Новое звучание Валерия Прокошина // Литературные известия. — 2011. — № 11 (79).
- «Он не поставил точку…» // Обнинский вестник. — 9 августа 2011 года.
- Памяти Валерия Прокошина // Обнинск. — 2011. — № 22 (3432).
- Пермякова Любовь. Знакомствo c Валepием Пpoкошиным: 20 лет спустя… // Вы и Мы. — 19 марта 2009 года.
- Сафонова Елена. Великий поэт русской провинции (недоступная ссылка) // Москва.
- Творческое наследие поэта берегут (недоступная ссылка) // Час Пик. — 5 августа 2011 года.
- Частикова Эльвира. Валерий Прокошин. Вечный диалог // Мегалит. Евразийский журнальный портал.
- Чижевская Вера. «То ли ангел взлетел, то ли грешная птица»? (Валерий Прокошин: последние годы жизни и творчества) // Дети Ра. — 2009. — № 8 (58).
- Чупринин С. И. Прокошин Валерий Иванович // Чупринин С. И. Новая Россия: мир литературы: Энциклопедический словарь-справочник: В 2 т. Т. 2: М-Я. — М.: Вагриус, 2003. — С. 264.

#### Стихи памяти Валерия Прокошина
- Бойко Владимир. Приют. Валерию Прокошину // Обнинск. — 2010. — № 18 (3262).
- Монахов Владимир. Поэтов мёртвых нет! // Обнинск. — 2010. — № 18 (3262).
- Никулина Наталья. Валерию Прокошину // Обнинск. — 2010. — № 18 (3262).
- Степанов Евгений. «Тётка с косою приходит непрошено…» // Обнинск. — 2010. — № 18 (3262).
- Чижевская Вера. «…То ли ангел взлетел, то ли грешная птица» // Обнинск. — 2010. — № 18 (3262).
- Частикова Эльвира. Живая метафора // Обнинская газета. — 30 марта 2012 года.